# Sodakonzentrationsschnecke

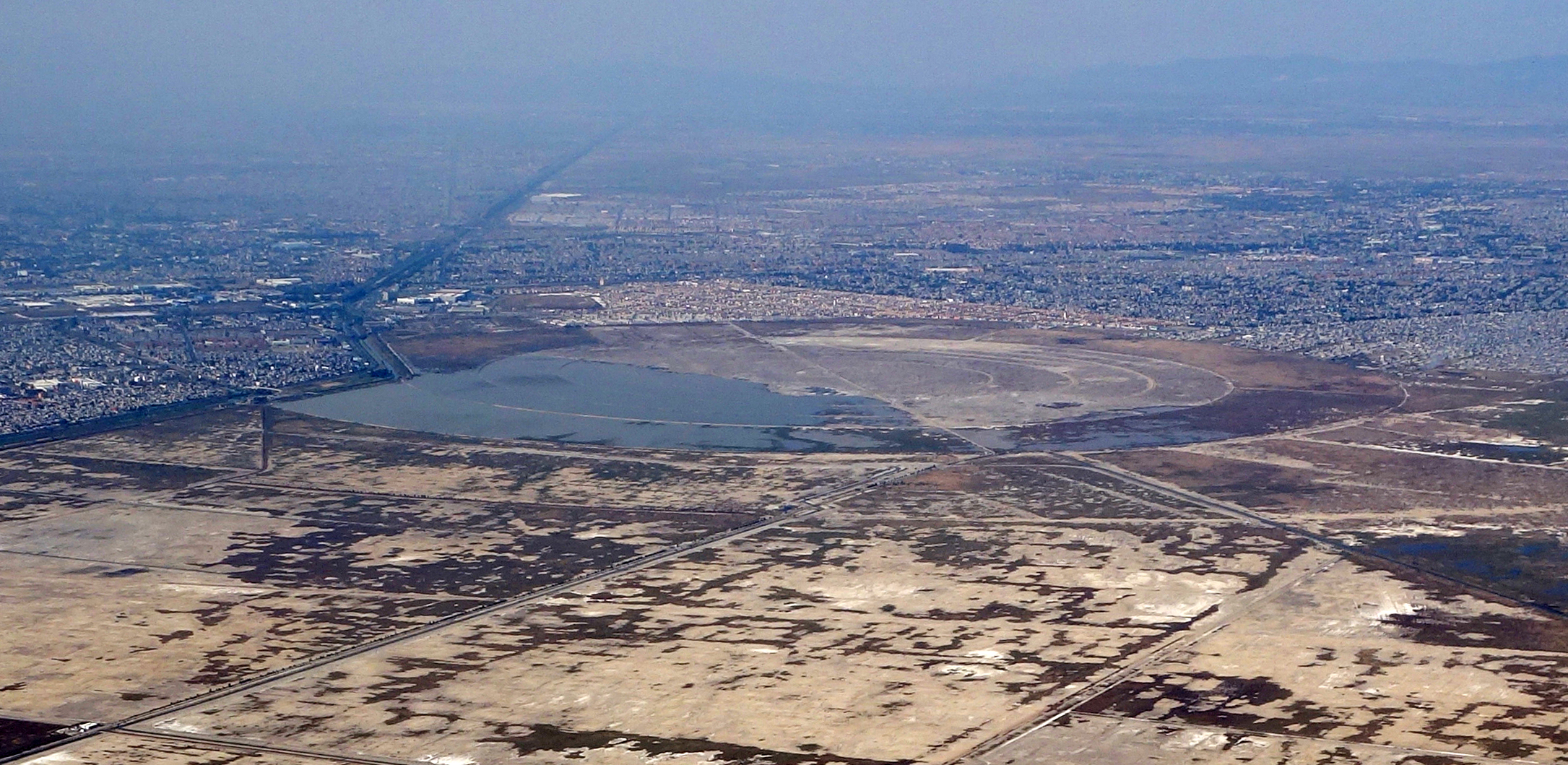
Luftbild der Sodakonzentrationsschnecke

Die Sodakonzentrationsschnecke, auch Caracol (spanisch für Schnecke), ist eine 19 Kilometer lange Kanal-Spirale nördlich des ehemaligen Texcoco-Sees in der Agglomeration von Mexiko-Stadt. In ihr wurden Soda (Natriumcarbonat) und das Cyanobakterium Spirulina produziert. Allerdings war die Qualität der Spirulina, die als Nahrungs(ergänzungs)mittel verkauft wurde, sehr schlecht, was von der Luft- und Grundwasserverschmutzung in Mexiko-Stadt herrührte. Nachdem die USA deshalb den Import stoppten, musste die Produktion aufgegeben werden.

## Erklärung der Sodabildung
Spirulina gedeihen besonders gut in alkalischen Salzseen mit pH-Werten zwischen 9 und 11, wie z. B. dem Texcoco-See, und scheiden Kalk aus. Dieser reagiert mit aus vulkanischem Gestein stammendem Natriumsulfid im Wasser zu Calciumsulfid und Soda:
{\displaystyle \mathrm {CaCO_{3}\ +Na_{2}S\ \longrightarrow \ Na_{2}CO_{3}\ +\ CaS} }
Das entstandene Calciumsulfid reagiert mit Wasser unter Zersetzung (u. a. zu Schwefelwasserstoff) weiter.

## Geschichte
Die Sodakonzentrationsschnecke ist die einzige Anlage dieser Art und wurde ab 1936 errichtet. Allerdings steht der Bau im Zusammenhang mit dem Entwässerungssystem nach Nordosten, das bereits um 1900 fertiggestellt wurde. Betreiber war Sosa Texcoco mit Sitz in Mexiko-Stadt.